# Província de Baghlan
La província de Baghlan (persa i paixtu بغلان Baġlān) és una divisió administrativa de l'Afganistan. Té una superfície de 21.112 km² i una població d'uns 779.000 (estimació del 2006). La capital és Puli Khumri, però el nom deriva d'un altra ciutat de la província, la ciutat de Baghlan on hi ha les ruïnes d'un temple del foc zoroastrià, anomnenat Surkh Kotal.

## Història

Districtes

Baghlan deriva de la paraula Bagolango o "temple amb imatge", que apareix al temple de Surkh Kotal durant el regnat de l'emperador kushana Kanishka I al segle ii. La província fou creada segregada de la Qataghan el 1964. Des de 2006 està sota control de forces hongareses oficialment com a equip de reconstrucció.

## Demografia
Els tadjiks formen la majoria amb el 55%. Segueixen els paixtus amb el 20%, hazares amb el 15% i uzbeks el 9%

## Districtes
| Districte       | Capital | Població | Àrea | Notes                                                         |
| --------------- | ------- | -------- | ---- | ------------------------------------------------------------- |
| Andarab         |         |          |      | Subdividit el 2005                                            |
| Baghlan         |         |          |      | Fou suprimit i agregat al districte de Baghlani Jadid el 2005 |
| Baghlani Jadid  |         |          |      |                                                               |
| Burka           |         |          |      |                                                               |
| Dahana i Ghuri  |         |          |      |                                                               |
| Dih Salah       |         |          |      | Creat el 2005 segregat del districte d'Andarab                |
| Dushi           |         |          |      |                                                               |
| Farang Wa Gharu |         |          |      | Creat el 2005 segregat de Khost Wa Fereng                     |
| Guzargahi Nur   |         |          |      | Creat el 2005 segregat de Khost Wa Fereng                     |
| Khinjan         |         |          |      |                                                               |
| Khost Wa Fereng |         |          |      | Subdividit el 2005                                            |
| Khwaja Hijran   |         |          |      | Creat el 2005 segregat d'Andarab                              |
| Nahrin          |         |          |      |                                                               |
| Puli Hisar      |         |          |      | Creat el 2005 segregat d'Andarab                              |
| Puli Khumri     |         |          |      |                                                               |
| Tala Wa Barfak  |         |          |      |                                                               |